# Benzofurán
A benzofurán kondenzált benzol- és furángyűrűből álló heterociklusos vegyület. Színtelen folyadék, a kőszénkátrány egyik összetevője. Számos, bonyolultabb szerkezetű anyag alapvegyülete. A több növényben is előforduló pszoralén például benzofurán-származék.

## Előállítása
A benzofuránt kőszénkátrányból nyerik extrakcióval. Előállítható a 2-etilfenol dehidrogénezésével is.

### Laboratóriumi módszerek
Szalicilaldehid klórecetsavval végzett O-alkilezésével, majd a kapott éter dehidratálásával benzofurán állítható elő.
Egy másik eljárás – a Perkin-átrendeződés – szerint kumarin-származékot reagáltatnak hidroxidionnal: 

## Rokon vegyületek
- Furán, a kondenzált benzolgyűrű nélküli vegyület
- Indol, oxigén- helyett nitrogénatomot tartalmazó származék
- Izobenzofurán, az oxigént a szomszédos helyzetben tartalmazó izomer

## Fordítás
- Ez a szócikk részben vagy egészben  a   Benzofuran című angol Wikipédia-szócikk ezen változatának fordításán alapul.  Az eredeti cikk szerkesztőit annak laptörténete sorolja fel. Ez a jelzés csupán a megfogalmazás eredetét és a szerzői jogokat jelzi, nem szolgál a cikkben szereplő információk forrásmegjelöléseként.